# Muger Cement Football Club
Maillots
Actualités
Dernière mise à jour : 18 janvier 2020.
Le Muger Cement Football Club (en amharique : ሙገር ሲሚንቶ), plus couramment abrégé en Muger Cement, est un club éthiopien de football fondé en 1986 et basé dans la ville de Durba, à 70 kilomètres au nord d'Addis-Abeba, la capitale du pays.

## Histoire
Le club est fondé en 1986 et prend le nom de Muger Cement FC. Muger est le nom de la rivière qui traverse la ville de Durba, siège du club et site important de production du ciment en Éthiopie.
Muger Cement a remporté un seul trophée national, la Coupe d'Éthiopie en 1994 et a disputé la finale de cette épreuve à deux reprises, en 2005 (face à Awassa City FC) et 2011 (face à Saint-George SA). Cette victoire en Coupe n'a pourtant pas permis à la formation de Durba de participer à la Coupe des Coupes 1995.
En championnat, il n'y a pas de traces d'une participation du club au championnat national avant la saison 1998-1999. Muger Cement n'est depuis plus redescendu en deuxième division. Cette régularité n'a cependant jamais vu de grands succès puisque le meilleur résultat de l'équipe est une 5e place en 2001-2002 et en 2011-2012.

## Palmarès
| Compétitions nationales                                                           |
| --------------------------------------------------------------------------------- |
| - Coupe d'Éthiopie (1) : - Vainqueur : 1993-94. - Finaliste : 2004-05 et 2010-11. |

## Personnalités du club

### Présidents du club
- Geremew Kebede

### Anciens joueurs du club
- Saladin Said